# نيجر تورنادو
نيجر تورنادو ، هو نادي كرة قدم نيجيري وهو نادي أساسي في نيجيريا.
ويقع مقره في مدينة مينا في نيجيريا. ويلبغب النادي مبارياته في نادي باكو كونتاغورا.